# 黃頁
黃頁（英語：Yellow pages），在很多國家和地區都用來表示一份商業用社会团体的电话名冊、通讯目录。 一如其名，這份目錄一般以黃色的紙張印刷出版（當時尚無互聯網）。基於網絡科技的發展，黃頁亦可用作代表網上的商業索引。而黃頁這個名稱是美國在19世紀發明的。
“黄页”起源于北美洲，1880年世界上第一本黄页电话号簿在美国问世，至今已有100多年的历史。黄页是国际通用按企业性质和产品类别编排的工商电话号码簿，相当于一个城市或地区的工商企业的户口本，国际惯例用黄色纸张印制，故称黄页。 

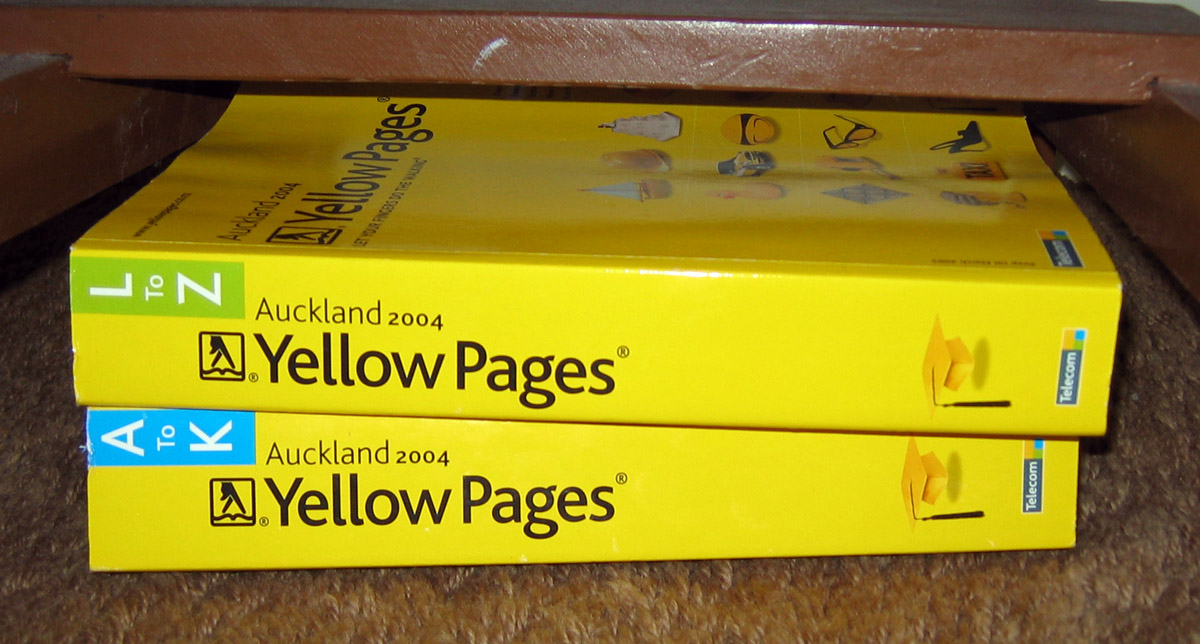
奥克兰 2004 黄页

如果需要尋找個人的通訊目錄，則一般尋找白頁。

## 历史
“黄页”的名称和概念是在1883年出现的，当时怀俄明州夏延市（Cheyenne, Wyoming （页面存档备份，存于））的一台打印机在打印电话簿时，用黄纸替代白纸来打印，所以有了“黄页”这个名称。 1886年，Reuben H. Donnelley （页面存档备份，存于）创建了第一个正式的黄页。
如今，“黄页”这个表达在全球广泛使用。在美国，它是指一个类别的东西，而在其他一些国家，它是一个注册的名称，“ 黄页 ”一词在美国并不是一个注册名称，被许多公司自由使用。在75个不同的国家都使用官方互联网地址“yellowpages.xx”的电话薄。它们由许多不同的电话公司和目录发行商编辑，大多是相互独立的。
一本黄页通常是一个目录，它按照字母表的顺序列出了某个特定的地理位置（例如芝加哥大都市区）的当地商家信息，并且按照商家的类型进行分类。黄页通常是由当地的电话公司发布的，但是也有许多独立的发布者。有些黄页的发布者专门面向一个特定的人群，例如基督教黄页或某个特定领域的商家的黄页。
黄页目录通常每年出版一次，并免费分发给该区域的所有住宅和企业。大多数列表是简单的黑色文本。黄页出版商盈利模式是广告。广告可以由直接销售人员或批准的机构（CMR）销售。广告的大小可以是粗体字，也可以是四色双页（double trucks）。
在美国，主要的黄页是DEX One （页面存档备份，存于）的DEX，AT＆T Real Yellow Pages （页面存档备份，存于），Yellowbook （页面存档备份，存于）和Verizon Superpages。
出版的黄页中的商家列表通常是通过多种渠道获得的。本地出版黄页的电话公司依靠自己的客户名单，还包括电话服务提供商（ILEC）提供的商家列表。若商家使用的电话服务并不是由当地的电话公司提供的（例如贝尔电话公司），则它们需要主动将自己的信息发送到黄页的出版方，从而使得商家信息可以出现在下一版黄页上。
黄页目录中的广告需要在印刷前全额付款，或者在合同期限内每月支付一次，通常为12个月。通常，销售代表会协助客户设计广告，并提供验证副本以供审核和批准。广告商应注意，许多合同具有自动续订条款，并要求广告客户提前结算。
据报道，黄页印刷使用量正在下降，广告商和购物者越来越多地转向互联网搜索引擎和在线目录。根据Knowledge Networks/SRI的一项研究，2007年，打印黄页被使用了134亿次，而互联网黄页使用量增加到38亿，高于2006年的33亿次在线搜索。因此，大多数黄页出版商都试图创建其黄页目录的在线版本。这些在线版本被称为IYP或互联网黄页（Internet yellow pages）。独立广告公司或互联网营销顾问可以帮助企业确定是否需要在黄页打广告，并提供有关使用、占有和偏好的客观信息。
已收集归档的黄页和电话簿是当地历史研究，商标诉讼和写家谱的重要工具。
2007年，比爾蓋茨表示黃頁在50歲以下族群的使用率可能會趨近於零。[需要更多信息]

## 各地差異
在比利时、斯洛伐克、捷克共和国、爱尔兰共和国、以色列、荷兰和罗马尼亚，黄页被称为Golden Pages。
在奥地利和德国，黄页被称为Gelbe Seiten。
在瑞典被称为Gula Sidorna。
在葡萄牙和巴西，黄页被称为Páginas Amarelas。
在西班牙、智利、秘鲁、阿根廷和拉丁美洲的其他国家，黄页被称为páginas amarillas。
在法国和加拿大法语區（French language in Canada），他们被称为Pages jaunes。
在日本，黄页被称为镇页。
在台灣，亞洲建築專業電話簿，建築建材的黃頁，也發行49年了（1974年），也轉型到網路平台 亞洲建築專業網 （页面存档备份，存于）